# Tratados de Balta Liman
Los Tratados de Balta-Liman fueron dos pactos firmados en Balta-Liman, cerca de Estambul siendo el Imperio otomano uno de los firmantes.

## 1838
El Primer Tratado de Balta-Liman fue un pacto comercial firmado en 1838 entre el Imperio Otomano y el Reino Unido para regular el comercio internacional. Las tasas se establecieron en un 5 % para las importaciones, un 12 % para las exportaciones y un 3 % para los bienes de paso. Los otomanos también accedieron a la abolición de los monopolios. En 1831, Mehmet Alí y su hijo Ibrahim bajá habían dirigido una expedición militar en Siria, estableciéndose a sí mismo como gobernador y procediendo a modernizar el país. Había temor en el Reino Unido sobre posibilidad del establecimiento de un estado independiente aliado al Imperio ruso contra los otomanos y los persas ya que la independencia y la integridad territorial de estos países eran vistos desde el Reino unido como de extrema necesidad para los intereses británicos en la región. Hubo también numerosas quejas de comerciantes ingleses que sufrían altos impuestos al pasar por los territorios otomanos. Cuando Mehmet Alí se negó a aplicar el acuerdo debido a la amenaza que eso suponía a su proyecto industrializador, el sultán Mahmud II le concedió un año de gracia, tras el cual Mehmet Alí aún se negaba a cumplirlo. En 1840, los otomanos, con apoyo inglés, atacaron y retomaron el control de Siria. La recompensa por ayudar fue muy alta ya que el tratado inició una nueva era comercial para los británicos, quienes continuaron controlando el Imperio Británico.

## 1849
La Convención de Balta Liman del 1 de mayo de 1849 fue un acuerdo entre Rusia y los otomanos para regular la situación política de los dos Principados del Danubio (en la actual Rumanía), firmado tras las revoluciones de 1848. Moldavia, que estaba bajo control ruso desde la primavera de 1848 tras un intento revolucionario, volvió a tomar el estatus de estado bajo soberanía otomana y de protectorado ruso, como establecía desde 1831 el Regulamentul Organic. Sólo se modificaron unos pocos puntos del Regulamentul para conceder más poder al Imperio Otomano. Se mantuvo una importante presencia militar hasta 1851. El documento llevó al nombramiento de Barbu Dimitrie Ştirbei como hospodar (príncipe) de Valaquia y de Grigore Alexandru Ghica, hospodar de Moldavia. El acuerdo se anuló por la Guerra de Crimea, durante la cual ambos principados cayeron bajo dominio austríaco. El sistema estatutario fue anulado por el Tratado de París de 1856.